# معروف (قرية)
معروف قرية تونسية تقع في الوسلاتية بولاية القيروان، جنوب شرقي مدينة برقو.
1. ↑  "المناطق الترابية (العمادات) حسب الولايات والمعتمديات". اطلع عليه بتاريخ 2024-11-30.